# Bronisław Krawczuk

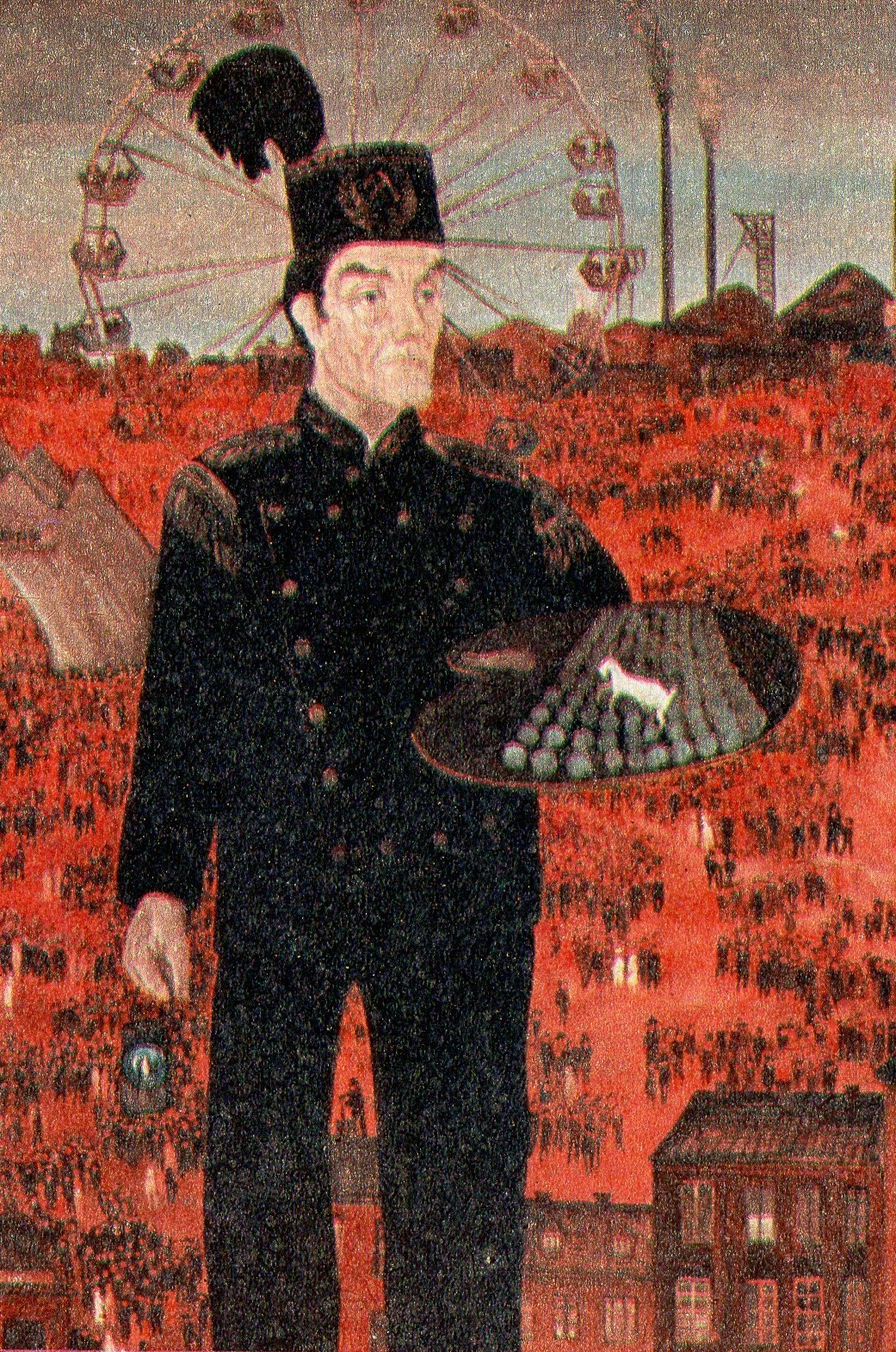

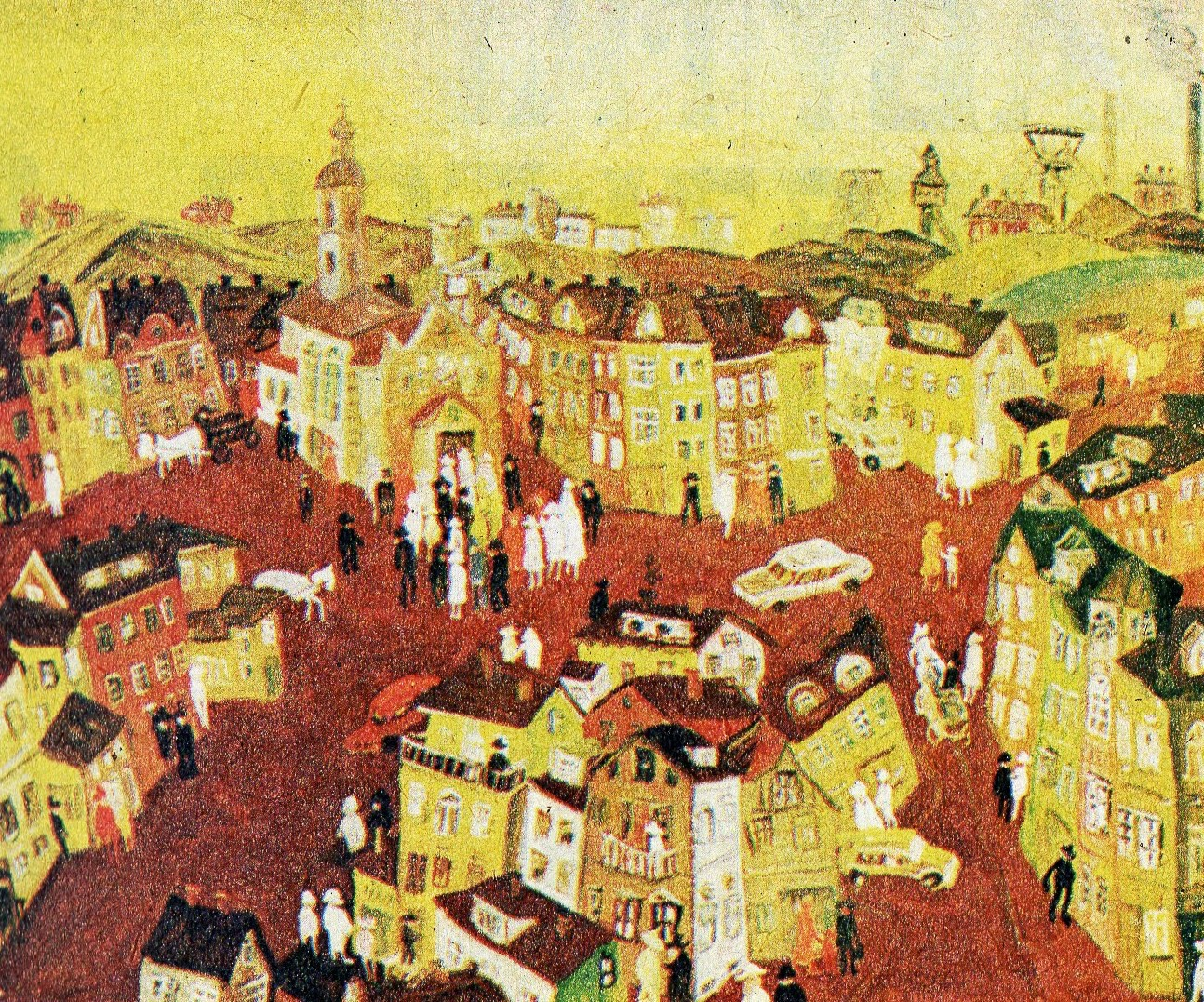

Bronisław Krawczuk (ur. 24 grudnia 1935 w Panasówce, zm. 1995) – polski malarz prymitywista.

## Życiorys i sztuka

### Na Kresach
Był synem Jana - maszynisty folwarcznego i Rozalii - gospodyni domowej, która zajmowała się wyszywaniem ozdobnych makatek, częściowo przeznaczanych na sprzedaż. Mając dziewięć lat (1944) wywarł na nim wrażenie obraz zniszczonego kościoła z witrażami i malowidłami. Na ich wzór zamalował okna we własnej izbie mieszkalnej. Panasówka po 1945 znalazła się na terytorium ZSRR. Szkołę podstawową ukończył w Skałacie (już za czasów radzieckich). Z czasem zaczął malować na szkle obrazki religijne, które przeznaczał na sprzedaż. Krawczuk stał się nieformalnym malarzem w miejscowym kołchozie. Portretował wówczas robotników rolnych i malował prace na roli. Początkowo pracował za ziarno, a następnie otrzymywać zaczął wynagrodzenie finansowe. Rozwinął się jako malarz dekoracyjno-sloganowy. Po kryjomu nadal malował obrazy religijne. Ze względu na stan zdrowia (niedowład kończyn) nie przyjęto go do szkoły artystycznej w Kosowie. W 1957 ożenił się i w ramach repatriacji przeniósł do Gliwic, gdzie do 1982, czyli do przejścia na rentę, zatrudniony był jako palacz w kotłowni kolejowej. W 1958 urodził mu się syn Eugeniusz, a w 1961 córka Zofia. Początkowo miał trudności adaptacyjne, nie znając języka polskiego i alfabetu łacińskiego.

### W Gliwicach
Po osiedleniu się na Górnym Śląsku zaczął odmalowywać tamtejsze pejzaże przemysłowe i miejskie. Na jego obrazach dochodziło do wymieszania górnośląskich motywów przemysłowych z krajobrazem podolskim, co świadczyło o małej akceptacji dla zmiany miejsca zamieszkania. W tym też czasie zaczął wypracowywać własny, świadomy styl malarski. Zachęcił też do pójścia drogą malarską syna. Część jego obrazów stanowiły duże panoramy i tryptyki poświęcone aktualnym wydarzeniom (m.in. okres stanu wojennego odbił się na twórczości artysty zainspirowanego działalnością "Solidarności"). Zapisał się do koła plastycznego przy Gliwickim Domu Plastyka, ale odszedł stamtąd szybko, przenosząc się do Ogniska Plastycznego przy Kopalni "Zabrze". Nie rozumiał malarstwa abstrakcyjnego i nie akceptował go. W 1970 otrzymał I nagrodę na wystawie związkowców-amatorów w Krakowie.

## Wystawy
Obaj Krawczukowie (ojciec i syn) należeli w latach 80. XX wieku do najczęściej w Polsce wystawiających twórców nieprofesjonalnych. Obrazy swoje pokazywali m.in. w Gliwicach (kilkakrotnie), Będzinie, Katowicach, Krakowie, Szczecinie, Warszawie i Wrocławiu. Mieli też indywidualną wystawę w Winterthur w 1980. Ich prace wystawiano także w RFN, Jugosławii, Czechosłowacji, Szwecji, Norwegii i Danii.